# Zohran Mamdani
Zohran Kwame Mamdani, född 18 oktober 1991 i Uganda, är en amerikansk politiker och medlem av New Yorks delstatsförsamling sedan 2021. Han tillhör Demokratiska partiet och Democratic Socialists of America och är Demokraternas borgmästarkandidat i New Yorks val 2025.

## Biografi
Mamdani kom till New York som barn och tog senare en examen i afrikastudier vid Bowdoin College. Han har arbetat som boenderådgivare och hiphopartist och var kampanjledare för andra vänsterkandidater innan han valdes in i delstatsförsamlingen 2020. Han återvaldes utan motstånd 2022 och 2024.
I oktober 2024 meddelade han sin borgmästarkandidatur. Bland vallöftena finns avgiftsfri buss, offentlig barnomsorg, kommunala matbutiker, hyresstopp, fler billiga bostäder, en höjning av minimilönen till 30 dollar och högre skatt för storföretag och höginkomsttagare. Han är också uttalad kritiker av Israels politik mot Palestina.
I primärvalet den 24 juni 2025 vann han mot bland andra Andrew Cuomo och blev Demokraternas kandidat.

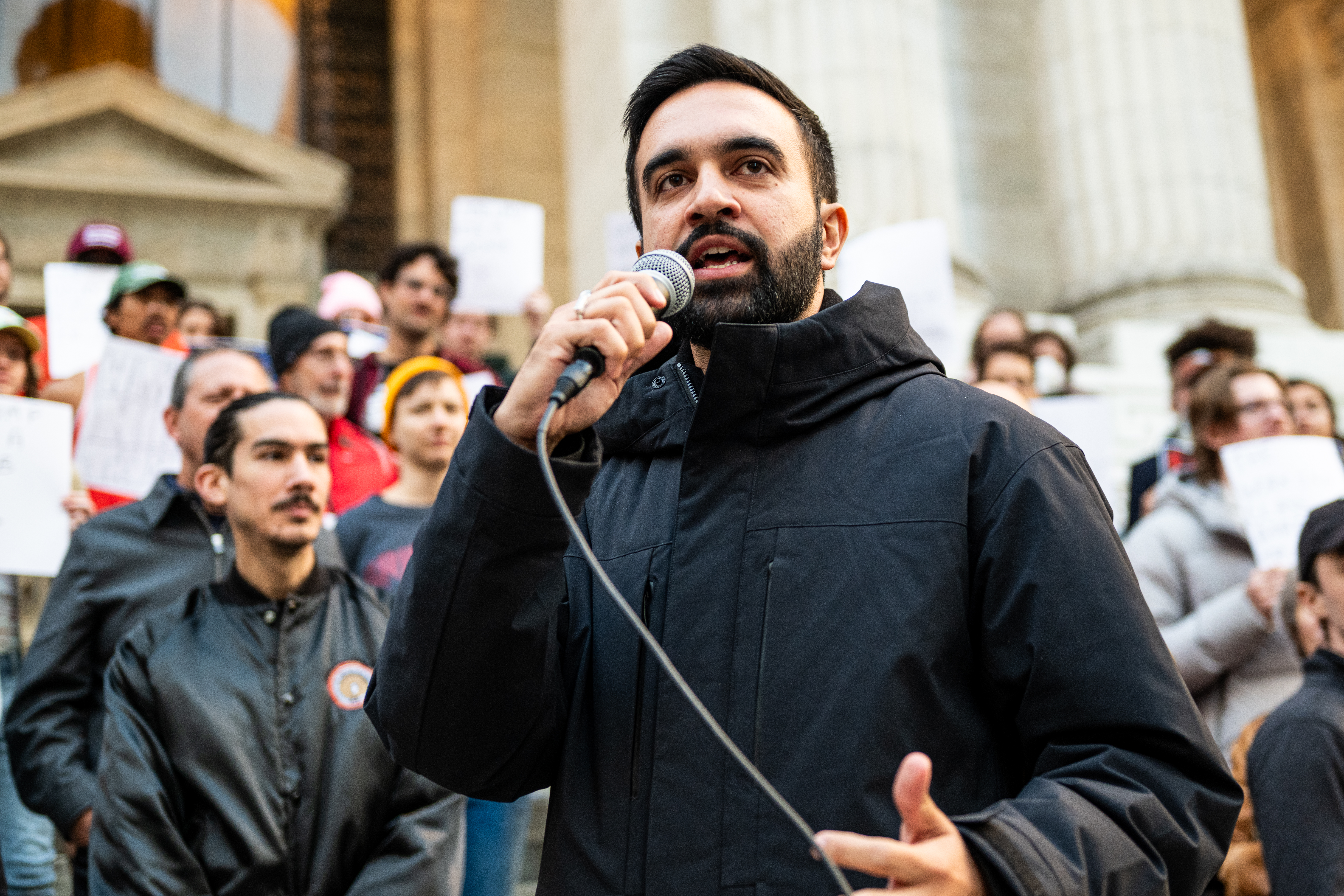
Mamdani vid Resist Fascism-demonstrationen i Bryant Park, den 27 oktober 2024.